# Richard Korherr
Richard Korherr, né le 30 octobre 1903 à Ratisbonne mort le 24 novembre 1989 à Brunswick, est un économiste et statisticien allemand. En 1940, il devient statisticien en chef de la SS sous les ordres d'Heinrich Himmler.

## Biographie
Fils d'un  tailleur, il étudie le droit et l'économie en 1922 à l'université Louis-et-Maximilien de Munich puis poursuit ses études à l'université Friedrich-Alexander d'Erlangen-Nuremberg. En 1926, il décroche un doctorat en sciences politiques (Dr rerum politicarum). Sa thèse de doctorat était la diminution du taux de natalité. L'édition italienne de 1928 Regresso delle nascite morte dei popoli est préfacée par Benito Mussolini et Oswald Spengler, l'édition allemande de 1935 est quant à elle préfacée par Himmler. À la fin des années 1920, il travaille au bureau des statistiques et est licencié en 1930 pour ses idées nationales-socialistes. Il officie ensuite au service bavarois des statistiques et devient membre du Parti populaire bavarois. En 1937, il adhère au parti nazi. De 1935 à 1940, il est le chef du bureau des statistiques de la ville de Wurtzbourg .
Le 9 décembre 1940, il est nommé par Himmler statisticien en chef de la SS. Le 18 janvier 1943, Himmler lui commande un « rapport sur la solution finale de la question juive » destiné à recenser le nombre total de Juifs assassinés au 31 décembre 1942. Le 27 mars 1943, Korherr remet un rapport de seize pages qui conclut au chiffre de 1 873 539 Juifs exterminés,. Le 31 mars 1943, une version mise à jour et abrégée en six pages est rédigée pour Hitler dans le bureau d'Adolf Eichmann. Le 19 avril 1943, il rédige un rapport actualisé sur la même question. Le 19 septembre 1944, Korherr rédige un rapport sur l'organisation SS.